# Smrekovica
Smrekovica är en ort i Bosnien och Hercegovina.   Den ligger i entiteten Federationen Bosnien och Hercegovina, i den centrala delen av landet, 22 km norr om huvudstaden Sarajevo. Smrekovica ligger 625 meter över havet och antalet invånare är 469.
Terrängen runt Smrekovica är kuperad. Runt Smrekovica är det ganska tätbefolkat, med 93 invånare per kvadratkilometer.. Närmaste större samhälle är Visoko, 7,9 km sydväst om Smrekovica. 
I omgivningarna runt Smrekovica växer i huvudsak lövfällande lövskog.